# Мраморне
Мра́морне (до 1945 року — Бую́к-Янко́й, крим. Büyük Yanköy) — село в Україні, у Сімферопольському районі Автономної Республіки Крим. Підпорядковане Добрівській сільській раді.

## Сучасність
У Мраморному 2 вулиці — Верхня і Нижня, до села приписано близько 50 садових товариств, площа, яку займає село, 19,4 гектара, на ній в 29 дворах, за даними сільради на 2009 рік, значилося 65 жителів.

## Географія
Мраморне розташоване на південному сході району, за 15 кілометрів від Сімферополя і 4 кілометри на південь від шосе М-18 Сімферополь-Алушта-Ялта, найближча залізнична станція Сімферополь — приблизно в 25 кілометрах, висота центру села над рівнем моря 497 м. Село знаходиться в гірській частині Криму, біля західного підніжжя Чатир-Дага. Найближче село — Зарічне — близько 4 кілометрів.

## Історія
Село вперше зустрічається в документах 1685 року, однак, у ньому є кілька десятків поховань таврів, а також укріплення XII століття.
За даними перепису населення 1939 року, в тодішньому Буюк-Янкой проживало 692 людини — всі вони були кримськими татарами. Багато з них працювали в місцевому колгоспі «Ені-Куверт» («Нова сила»). У селі були мечеть, ток для пшениці, сушарки для тютюну, клуб, кримськотатарська школа, артіль з ручного вишивання сорочок.
У 1918 році біля села відбувся бій між українськими і більшовицькими військами.
За переписом 1926 року населення села становило 688 осіб, усі кримські татари.
У Другу світову війну село було спалено нацистами, у 1944 році з нього були депортовані кримські татари, а у 1945 році село перейменували на Мраморне.